# Oxenstierna af Södermöre
Oxenstierna af Södermöre är en svensk grevlig adelsätt.
Medeltida frälse- och riksrådsätt som härstammar från Småland. Äldste kände stamfader är Torsten Vigolfsson (levde 1319) som 1292 bytte sitt fäderne, gården Wigholfstorp (nu Villstorp) i Forserums socken i Tveta härad mot Fallnafors i Malmbäcks socken i Västra härad i Njudung. Hans barn upptog efter mödernet det vapen som kommit att uppfattas som oxpanna (tyska Stirn = panna) med horn, och efter vilket släktmedlemmarna under 1500-talets senare hälft började bilda sitt släktnamn Oxenstirn/Oxenstierna
Rikskanslern friherre Axel Oxenstierna (1583–1654) upphöjdes i grevlig värdighet den 20 november 1645 på Stockholms slott av drottning Kristina och introducerades den 15 mars 1647 med namnet Oxenstierna af Södermöre (efter grevskapet Södra Möres härad i Småland) under nr 5, vilket den 22 november 1650 ändrades till nr 4. Denna ätt utgick på svärdssidan den 6 april 1706.

## Vapensköld beskrivning
Sköldmärket beskrivs som ett rödbrun oxpanna, detta gäller även oxpannan på hjälmprynaden. Huvudskölden är kvadrerad i fyra fält. Fältet högst upp till vänster och fältet längst ner till höger och består av en beväpnad försilvrad arm hållandes i ett gyllene äpple med kors på ett blått fält. Den symbol han också ses i hjälmprydnaden på dexter sidan. Bilden symboliserar minnet av att Axel Oxenstierna burit riksäpplet vid Gustav II Adolf kröning den 12 oktober 1617. De kvarstående fälten som består armborstar som symboliserar Södramöre härads vapen med stålfärg i gult fält. I sigill är häradsvapnet belagt från år 1568. Till hjälmprydnaden på sinister sida valdes tre pilar, vilket är en ett passande komplement till armborstarna.

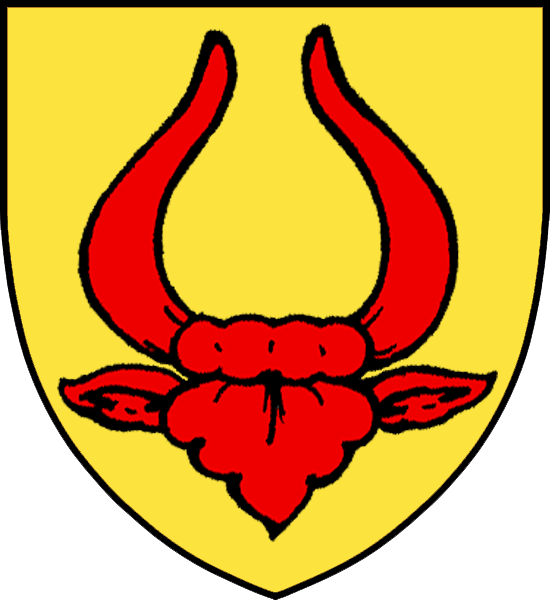
Sköldmärke.